# Ittimardukbalatu
Ittimardukbalatu o Itti-Marduk-balāṭu va ser el segon rei de la dinastia d'Isin a Babilònia, successor del seu pare Marduk-Kabitahheixu cap a l'any 1138 aC.
El 1135 aC es va apoderar de Babilònia on va traslladar la seva capital. Per negociacions o per les armes es va poder sostenir enfront del rei d'Elam Shilkhak-Inshushinak. A partir del regnat del seu pare, Isin havia reforçat la seva influència al territori de Sumer, i podia intervenir sobre els territoris propers, com Assíria, afavorint a un dels pretendents al tron d'aquell país, Ninurtatukulti-Aixur. El breu regnat d'aquest rei assiri va afavorir segurament la influència de Babilònia sobre aquell país. Del seu regnat consta per fonts assíries que va fer un atac a la regió d'Arbela.
Va morir potser el 1130 aC i el va succeir el seu fill Ninurtanadinxumi.